# Hot n Cold
Hot n Cold ist ein Lied der US-amerikanischen Pop-Sängerin Katy Perry. Es wurde am 21. September 2008 als zweite Singleauskopplung aus Perrys Debüt-Album One of the Boys veröffentlicht.

## Hintergrund
Hot n Cold wurde von Katy Perry, Max Martin und Dr. Luke geschrieben und von Dr. Luke und Benny Blanco produziert. Die Aufnahmen fanden im Dezember 2007 in Dr. Lukes Studios in New York City sowie in den Conway Recording Studio in Hollywood und in den Legacy Recording Studios in New York City statt. Die Abmischung erfolgte durch Serban Ghenea in den MixStar Studios in Virginia Beach. Ursprünglich war es geplant, Hot n Cold als erste Single aus Perrys Album One of the Boys zu veröffentlichen. Später wurde jedoch I Kissed a Girl ausgewählt.

## Komposition und Inhalt
Das im Viervierteltakt komponierte Lied ist in G-Dur geschrieben. Es besitzt ein Tempo von 132 Schlägen pro Minute, der Stimmumfang reicht von D4 bis D5. Hot n Cold wird in den Genres Pop, bzw. Dance-Pop eingeordnet. Die Instrumentation besteht aus Synthesizern und Gitarren. Inhaltlich ist der Song an den Liebhaber des lyrischen Ichs gerichtet, dessen Stimmungsschwankungen die Beziehung der beiden beeinflusst.
| „’Cause you’re hot then you’re cold You’re yes, then you’re no You’re in, then you’re out You’re up, then you’re down You’re wrong when it’s right It’s black and it’s white We fight, we break up We kiss, we make up.“ – Refrain, Originalauszug | „Denn du bist heiß und dann kalt Du bist Ja und dann Nein Du bist drin, dann bist du raus Du bist oben, dann bist du unten Du liegst falsch, wenn es richtig ist Es ist schwarz und es ist weiß Wir streiten uns, wir trennen uns Wir küssen uns, wir versöhnen uns.“ – Refrain, deutsche Übersetzung |

## Musikvideo
Das Musikvideo zu Hot N Cold wurde im September 2008 in Los Angeles von Alan Ferguson gedreht. Es beginnt mit einer Hochzeit zwischen Perry und ihrem Freund, dieser bekommt jedoch kalte Füße und rennt weg. Perry verfolgt ihn und kann ihn immer wieder stellen. Am Ende des Videos wird klar, dass sich diese Szenen nur im Kopf des Freundes abgespielt haben und gibt ihr das Ja-Wort. Katy Perrys Eltern haben in dem Musikvideo einen Cameoauftritt. Bei YouTube wurde das Musikvideo über eine Milliarde Mal aufgerufen (Stand: Juli 2021).

## Rezeption

### Preise
Hot n Cold war bei den Grammy Awards 2010 in der Kategorie Best Female Pop Vocal Performance nominiert, musste sich aber Beyoncés Halo geschlagen geben. Weitere Nominierungen erhielt der Song bei den MTV Video Music Awards 2009 in der Kategorie Best Female Video und bei den Teen Choice Awards 2009 in der Kategorie Choice Music:Singles.

### Rezensionen
Hot N Cold wurde von den Kritikern gemischt aufgenommen. Für Alexander Cordas von Laut.de besitzt das Lied „Ohrwurmqualität“ und ist eines der besseren Lieder von Perrys Album. Albert Ranner bezeichnete das Lied als „tanzbares Äquivalent zum mitreißenden I Kissed a Girl“. Für Jon Caramanica von der New York Times teilt der Song zwar den Refrain mit Pinks Hit U + Ur Hand, welcher ebenfalls von Dr. Luke produziert wurde, aber nicht dessen Leidenschaft. Weniger angetan war Stephan Müller von Plattentests.de. Für ihn „versaut jeder Text jeden Song“ auf dem Album, Hot N Cold bezeichnete er als „kaum in Worte zu fassend“ und „unsäglich“.

## Kommerzieller Erfolg

### Chartplatzierungen
Hot n Cold erreichte weltweit hohe Chartplatzierungen. In den deutschen Singlecharts stieg das Lied am 28. November 2008 auf Platz 2 ein, bereits in der folgenden Chartwoche konnte Platz 1 erreicht werden. Es war nach I Kissed a Girl Perrys zweiter Nummer-eins-Hit in Deutschland. Die Spitzenposition konnte Hot n Cold acht Wochen ununterbrochen halten, insgesamt verbrachte der Song 17 Wochen in den Top 10 und 41 Wochen in den gesamten Charts. Auch in den Ö3 Austria Top 40 und in der Schweizer Hitparade erreichte Perry mit dieser Single die jeweils zweite Nummer-eins-Platzierung in ihrer Karriere. In den britischen Singlecharts verpasste Hot n Cold hingegen die Nummer-eins-Platzierung, am 13. Dezember 2008 wurde mit Platz 4 die höchste Platzierung in diesen Charts erreicht. Nachdem der Song im März 2012 noch einmal eine Woche die Charts erreicht hatte, konnte sich dieser insgesamt 41 Wochen in diesen halten. In den Billboard Hot 100 wurde als beste Platzierung der dritte Platz erreicht, hier verbrachte Hot n Cold insgesamt 39 Wochen in den Charts. Weitere Nummer-eins-Platzierungen erreichte Hot n Cold in Belgien (Wallonien), Dänemark, Finnland, Kanada, den Niederlanden, Norwegen, Rumänien, der Slowakei, Tschechien und in Ungarn.
| ChartsChartplatzierungen       | Höchstplatzierung | Wochen |
| ------------------------------ | ----------------- | ------ |
| Deutschland (GfK)              | 1 (41 Wo.)        | 41     |
| Österreich (Ö3)                | 1 (33 Wo.)        | 33     |
| Schweiz (IFPI)                 | 1 (62 Wo.)        | 62     |
| Vereinigte Staaten (Billboard) | 3 (39 Wo.)        | 39     |
| Vereinigtes Königreich (OCC)   | 4 (41 Wo.)        | 41     |

| ChartsJahrescharts (2008)      | Platzierung |
| ------------------------------ | ----------- |
| Deutschland (GfK)              | 47          |
| Österreich (Ö3)                | 63          |
| Schweiz (IFPI)                 | 40          |
| Vereinigte Staaten (Billboard) | 36          |
| Vereinigtes Königreich (OCC)   | 23          |

| ChartsJahrescharts (2009)      | Platzierung |
| ------------------------------ | ----------- |
| Deutschland (GfK)              | 13          |
| Österreich (Ö3)                | 5           |
| Schweiz (IFPI)                 | 4           |
| Vereinigte Staaten (Billboard) | 25          |
| Vereinigtes Königreich (OCC)   | 76          |

| ChartsJahrescharts (2000–2009) | Platzierung |
| ------------------------------ | ----------- |
| Vereinigte Staaten (Billboard) | 69          |

### Auszeichnungen für Musikverkäufe
| Land/Region                  | Auszeichnungen für Musikverkäufe (Land/Region, Auszeichnung, Verkäufe) | Verkäufe   |
| ---------------------------- | ---------------------------------------------------------------------- | ---------- |
| Australien (ARIA)            | 10× Platin                                                             | 700.000    |
| Belgien (BRMA)               | Gold                                                                   | 15.000     |
| Brasilien (PMB)              | Diamant (Standard) · + Platin (Rock-Version)                           | 310.000    |
| Dänemark (IFPI)              | 2× Platin                                                              | 30.000     |
| Deutschland (BVMI)           | 3× Gold                                                                | 450.000    |
| Finnland (IFPI)              | Platin                                                                 | 14.579     |
| Frankreich (SNEP)            | —                                                                      | 150.000    |
| Italien (FIMI)               | Platin                                                                 | 70.000     |
| Kanada (MC)                  | 9× Platin (Single) · + 2× Platin (Ringtone)                            | 800.000    |
| Neuseeland (RMNZ)            | 3× Platin                                                              | 90.000     |
| Norwegen (IFPI)              | 3× Platin                                                              | 180.000    |
| Österreich (IFPI)            | Platin                                                                 | 30.000     |
| Schweiz (IFPI)               | Platin                                                                 | 30.000     |
| Spanien (Promusicae)         | Platin                                                                 | 40.000     |
| Südkorea (KMCA)              | —                                                                      | 73.465     |
| Vereinigte Staaten (RIAA)    | 8× Platin                                                              | 8.000.000  |
| Vereinigtes Königreich (BPI) | 2× Platin                                                              | 1.500.000  |
| Insgesamt                    | 2× Gold · 46× Platin · 1× Diamant ·                                    | 12.483.044 |

Hauptartikel: Katy Perry/Auszeichnungen für Musikverkäufe

## Coverversionen
Die Metalcore-Band Woe, Is Me coverte Hot N Cold als Beitrag zu dem Sampler Punk Goes Pop Volume 03. Die deutsche Band The Baseballs coverte 2009 den Song ebenfalls für ihr Debütalbum Strike! und erreichte die Singlecharts in Deutschland, Österreich und der Schweiz. Weitere Coverversionen stammen von Kid British als Beitrag zu ihrer EP  iTunes Live: London Festival '09 und von den Chipettes für den Soundtrack zu Alvin und die Chipmunks 2.
Chartplatzierungen The-Baseballs-Version
| ChartsChartplatzierungen | Höchstplatzierung | Wochen |
| ------------------------ | ----------------- | ------ |
| Deutschland (GfK)        | 68 (3 Wo.)        | 3      |
| Österreich (Ö3)          | 65 (1 Wo.)        | 1      |
| Schweiz (IFPI)           | 52 (15 Wo.)       | 15     |

## Verwendung in Medien
Für eine Episode der Sesamstraße nahm Perry mit dem Charakter Elmo eine Parodie von Hot n Cold auf. Nachdem ein Teil des Videos auf YouTube erschienen war, beschwerten sich zahlreiche Eltern über die Freizügigkeit und Doppeldeutigkeit des Videos. Daraufhin entschlossen sich die Produzenten, das Video nicht im Fernsehen auszustrahlen. Perry persiflierte diese Entscheidung wenige Tage später in einer Ausgabe von The Saturday Night Life, zudem trat sie in einem ähnlich aufreizendem Outfit in einer Folge der Simpsons auf.
Für das Computerspiel Die Sims 2 nahm Katy Perry eine Version in der fiktiven Sprache Simlisch auf. Hot n Cold ist des Weiteren im ersten Teil des Videospiels Just Dance verfügbar. Daneben ist das Lied Bestandteil der Soundtracks zu den Filmen Eine neue Freundin, Alvin und die Chipmunks 2 und Die nackte Wahrheit.

## Formate
CD-Single
1. Hot n Cold (Album Version) – 3:40
2. Hot n Cold (Innerpartysystem Remix) – 4:37

Maxi-Single
1. Hot n Cold (Album Version) – 3:40
2. Hot n Cold (Innerpartysystem Remix) – 4:37
3. Hot n Cold (Manhattan Clique Remix) (Radio Edit) – 3:54

Remixes – CD-Single (Promo)
1. Hot n Cold (Album Version) – 3:41
2. Hot n Cold (Main Instrumental) – 3:41
3. Hot n Cold (Main A Capella) – 3:34
4. Hot n Cold (Rock Mix) – 3:40
5. Hot n Cold (Innerpartysystem Remix) – 4:37
6. Hot n Cold (Bimbo Jones Remix Radio Edit) – 3:50
7. Hot n Cold (Manhattan Clique Remix) (Radio Edit) – 3:54
8. Hot n Cold (Jason Nevins Remix Edit) – 3:57